# Rabobank Development Team
Rabobank Development Team  (código 'UCI': RDT), fue un equipo ciclista profesional de los Países Bajos de categoría Continental y filial del Rabobank. Durante nueve años compartió el mismo nombre que su equipo dependiente por lo que fue conocido como Rabobank GS3 o Rabobank TT3 (hasta 2004) y Rabobank Continental o Rabobank CT (de 2005 hasta 2010).
A pesar de su función de filial suele ser uno de los mejores equipos de su categoría (con 4 top-ten del UCI Europe Tour venciendo en el UCI Europe Tour 2006-2007) superando muchas veces a equipos de categoría superior, de hecho corredores reconocidos mundialmente como Ryder Hesjedal, Lars Boom, Bauke Mollema, Robert Gesink o Tejay Van Garderen se iniciaron y comenzaron a destacar en el profesionalismo en este equipo.
Desde sus inicios patrocinado por el banco neerlandés Rabobank, la empresa se apartará del equipo en 2013 tras los escándalos de dopaje del "Caso US Postal-Armstrong", aunque igualmente cumplirá con los contratos de los corredores y el equipo podrá competir la próxima temporada incluso con el nombre Rabobank.

## Historia del equipo
El equipo se fundó en 2002 como uno de los primeros equipos de cantera en categoría profesional, en este caso de 3ª División. Esto supondría una mejor adaptación de los corredores al primer equipo pudiendo combinar pruebas amateur con pruebas profesionales.
Desde su creación ha destacado especialmente en vueltas por etapas de categoría 2.2 (en las que pueden disputar equipos amateurs) sobre todo en las más prestigiosas del centro y sur de Europa por ejemplo en el Tour de Olympia donde han ganado 10 ediciones y 37 etapas, en el Tour de Normandía donde han ganado 4 ediciones y 16 etapas, en el Circuito Montañés donde han ganado 3 ediciones y 13 etapas, en el Tour de Bretaña donde han ganado 1 edición y 13 etapas o en el Tour de Thüringe donde han ganado 1 edición y 10 etapas todo ello en solo 11 años; sin contar las ediciones cuando esas carreras fueron amateur. Consiguiendo desde su creación un total de 249 victorias destacando en 2005, 2006 y 2008 con 38, 42 y 38 victorias, respectivamente.

### Rabobank-Giant Offroad Team
Debido a que este equipo se utilizaba también para correr diferentes pruebas de cyclo-cross y mountain bike (por ello lo de utilizar el nombre de Rabobank) aunque sin ser profesional en esas disciplinas, a partir del 2010 decidieron especializarse y se separó el equipo de esas modalidades en el llamado Rabobank-Giant Offroad Team mientras este de ciclismo en ruta se llamaría Rabobank Continental Team a partir del 2011.

## Material ciclista
Tras utilizar durante largo tiempo bicicletas Colnago, desde 2009 utiliza bicicletas Giant. Los componentes son de Shimano.
Desde 2013 la ropa deportiva es de Etxeondo.

## Sede
El equipo tiene su sede en Vlijmen (Mr Kuijs Piet, Marijnenlaan 43, 5251 SB Vlijmen).

## Clasificaciones UCI
La Unión Ciclista Internacional elaboraba el Ranking UCI de clasificación de los ciclistas y equipos profesionales.
A partir de 1999 y hasta 2004 la UCI estableció una clasificación por equipos divididos en tres categorías (primera, segunda y tercera). La clasificación del equipo y de su ciclista más destacado fue la siguiente:
| Año  | Categoría | Clasificación por equipos | Mejor corredor en la clasificación individual | Posición |
| 2002 | Tercera   | 22º                       | Mark Louwers                                  | 839º     |
| 2003 | Tercera   | 6º                        | Niels Scheuneman                              | 347º     |
| 2004 | Tercera   | 13º                       | Koen De Kort                                  | 448º     |

A partir de 2005 la UCI instauró los Circuitos Continentales UCI, donde el equipo está desde que se creó dicha categoría, registrado dentro del UCI Europe Tour. Estando en las clasificaciones del UCI Europe Tour Ranking, UCI Asia Tour Ranking, UCI America Tour Ranking y UCI Oceania Tour Ranking. Las clasificaciones del equipo y de su ciclista más destacado son las siguientes:
| Temporada                | Clasificación por equipos | Mejor corredor en la clasificación individual | Posición |
| 2005 (Europe Tour)       | 7º                        | Kai Reus                                      | 17º      |
| 2005 (Oceania Tour)      | 2º                        | William Walker                                | 2º       |
| 2005-2006 (Europe Tour)  | 4º                        | Robert Gesink                                 | 13º      |
| 2005-2006 (Oceania Tour) | 31.º                      | Huub Duyn                                     | 96.º     |
| 2005-2006 (Asia Tour)    | 45.º                      | Thomas Rabou                                  | 245º     |
| 2006-2007 (Europe Tour)  | 1º                        | Martijn Maaskant                              | 3º       |
| 2007-2008 (America Tour) | 27º                       | Michael Van Staeyen                           | 140.º    |
| 2007-2008 (Europe Tour)  | 9º                        | Lars Boom                                     | 16º      |
| 2008-2009 (Europe Tour)  | 11º                       | Tejay van Garderen                            | 40.º     |
| 2009-2010 (America Tour) | 36º                       | Jetse Bol                                     | 308º     |
| 2009-2010 (Europe Tour)  | 18º                       | Coen Vermeltfoort                             | 71.º     |
| 2010-2011 (Europe Tour)  | 11º                       | Jetse Bol                                     | 41.º     |
| 2011-2012 (America Tour) | 46.º                      | Marc Goos                                     | 387º     |
| 2011-2012 (Asia Tour)    | 14º                       | Jenning Huizenga                              | 25º      |
| 2011-2012 (Europe Tour)  | 15º                       | Wesley Kreder                                 | 55.º     |
| 2012-2013 (Europe Tour)  | 10º                       | Dylan Van Baarle                              | 12º      |
| 2013-2014 (Europe Tour)  | 12º                       | Bert-Jan Lindeman                             | 10º      |

## Palmarés
Para años anteriores, véase Palmarés del Rabobank Development Team

### Palmarés 2016

#### Circuitos Continentales UCI
| Fechas       | Circuito             | Carreras                             | Ganador          |
| 12 de marzo  | UCI Europe Tour 2016 | 2.ª etapa del Istrian Spring Trophy  | Martijn Tusveld  |
| 8 de mayo    | UCI Europe Tour 2016 | Flecha de las Ardenas                | Jeroen Meijers   |
| 13 de mayo   | UCI Europe Tour 2016 | 2.ª etapa del Rhône-Alpes Isère Tour | Lennard Hofstede |
| 15 de mayo   | UCI Europe Tour 2016 | Rhône-Alpes Isère Tour               | Lennard Hofstede |
| 9 de junio   | UCI Europe Tour 2016 | 1.ª etapa de la Ronde de l'Oise      | Martijn Budding  |
| 1 de agosto  | UCI Europe Tour 2016 | Kreiz Breizh Elites                  | Jeroen Meijers   |
| 2 de octubre | UCI Europe Tour 2016 | 6.ª etapa del Tour de Olympia        | Martijn Budding  |
| 2 de octubre | UCI Europe Tour 2016 | Tour de Olympia                      | Cees Bol         |

## Plantillas
Para años anteriores, véase Plantillas del Rabobank Development Team

### Plantilla 2016
| Nombre               | Nacimiento | Nacionalidad | Equipo 2015               |
| Sjoerd Bax           | 06/01/1996 | Países Bajos | Rabobank Development Team |
| Cees Bol             | 27/07/1995 | Países Bajos | Rabobank Development Team |
| Dylan Bouwmans       | 16/01/1997 | Países Bajos | Neoprofesional            |
| Martijn Budding      | 31/08/1995 | Países Bajos | Rabobank Development Team |
| Mitchell Cornelisse  | 24/01/1996 | Países Bajos | Rabobank Development Team |
| Hartthijs De Vries   | 11/07/1996 | Países Bajos | Rabobank Development Team |
| Stan Godrie          | 09/01/1993 | Países Bajos | Rabobank Development Team |
| Davy Gunst           | 30/01/1995 | Países Bajos | SEG Racing                |
| Lennard Hofstede     | 29/12/1994 | Países Bajos | Rabobank Development Team |
| Nino Honigh          | 07/01/1995 | Países Bajos | Rabobank Development Team |
| Merijn Korevaar      | 07/05/1994 | Países Bajos | Rabobank Development Team |
| Peter Lenderink      | 11/02/1996 | Países Bajos | Rabobank Development Team |
| Jan Maas             | 19/02/1996 | Países Bajos | Rabobank Development Team |
| Jeroen Meijers       | 12/01/1993 | Países Bajos | Rabobank Development Team |
| Joris Nieuwenhuis    | 11/02/1996 | Países Bajos | Rabobank Development Team |
| Jelle Nieuwpoort     | 28/06/1997 | Países Bajos | Neoprofesional            |
| Bob Olieslagers      | 17/03/1997 | Países Bajos | Neoprofesional            |
| Martijn Tusveld      | 09/09/1993 | Países Bajos | Rabobank Development Team |
| Maik Van Der Heijden | 03/04/1997 | Países Bajos | Neoprofesional            |
| Sieben Wouters       | 23/06/1996 | Países Bajos | Rabobank Development Team |

1. ↑  Hasta el 1 de julio.
2. ↑  Hasta el 31 de julio.